# Милош Адамовић
Милош Адамовић (Шабац, 19. јуна 1988) српски је фудбалер који тренутно наступа за Јавор из Ивањице.

## Трофеји, награде и признања
Шериф Тираспољ
- Национална дивизија Молдавије : 2009/10.[8]

- Куп Молдавије : 2009/10.[8]